# 1544
Il 1544 (MDXLIV in numeri romani) è un anno bisestile del XVI secolo.

## Eventi
- 18 settembre – Trattato di Crépy: Francesco I promette appoggio a Carlo V contro la Lega di Smalcalda, rinunciando anche alle pretese su Napoli, in cambio della Borgogna.

## Nati

### Gennaio
- 19 gennaio - Francesco II di Francia, re († 1560)
- 30 gennaio - Giorgio Basta, generale e mercenario italiano († 1607)

### Febbraio
- 3 febbraio - César de Bus, presbitero francese († 1607)

### Marzo
- 11 marzo - Torquato Tasso, poeta, scrittore e drammaturgo italiano († 1595)

### Aprile
- 11 aprile - Ottavio Mirto Frangipani, arcivescovo cattolico italiano († 1612)
- 20 aprile - Renata di Lorena, nobile francese († 1602)
- 29 aprile - Jean Baptiste de la Barrière, religioso francese († 1600)

### Maggio
- 1º maggio - Giovanni Maria Nosseni, architetto, scultore e scrittore svizzero († 1620)
- 5 maggio - Johann Conrad Meyer, giurista e politico svizzero († 1604)
- 24 maggio - William Gilbert, fisico britannico († 1603)

### Luglio
- 25 luglio - Jacopo Zanguidi, pittore italiano († 1574)
- 28 luglio - Ferrante Gonzaga, nobile e condottiero italiano († 1586)

### Agosto
- 9 agosto - Boghislao XIII di Pomerania, duca († 1606)
- 16 agosto - Urbano Monti, geografo e cartografo italiano († 1613)

### Settembre
- 14 settembre - Stanislaw Reszka, gesuita e diplomatico polacco († 1600)
- 17 settembre - Virginia della Rovere,  italiana († 1571)
- 27 settembre - Takenaka Shigeharu, militare giapponese († 1579)
- 29 settembre - Romolo del Tadda, scultore italiano († 1621)

### Ottobre
- 1º ottobre - Giacomo di Nevers, nobile francese († 1564)

### Novembre
- 1º novembre - Prospero Farinacci, giurista, avvocato e magistrato italiano († 1618)
- 15 novembre - Dorotea Susanna di Wittelsbach-Simmern, nobile († 1592)

### Dicembre
- 17 dicembre - Nicolas Brûlart de Sillery, politico e nobile francese († 1624)
- 23 dicembre - Anna di Sassonia, principessa tedesca († 1577)
- 26 dicembre - Stefano Pieri, pittore italiano († 1629)

### Senza giorno specificato
- Poppi, pittore italiano († 1597)
- Rajasimha I di Sitawaka, sovrano singalese († 1593)
- Pedro de Agurto, vescovo cattolico messicano († 1608)
- Jakob Ayrer, drammaturgo tedesco († 1605)
- Richard Bancroft, arcivescovo anglicano inglese († 1610)
- Girolamo Bardi, religioso, letterato e storico italiano († 1594)
- Giacomo Bosio, storico italiano († 1627)
- John Boste, presbitero inglese († 1594)
- Giovanni Botero, gesuita, scrittore e filosofo italiano († 1617)
- Giulio Capilupi, letterato e matematico italiano
- Maddalena Casulana, compositrice, cantante e liutista italiana († 1599)
- Tiberio Cerasi, religioso e banchiere italiano († 1601)
- Baptiste Androuet du Cerceau, architetto francese († 1602)
- Gillis van Coninxloo, pittore fiammingo († 1607)
- Heinrich Decimator, astronomo e teologo tedesco († 1615)
- Bartolomeo Dionigi, traduttore e religioso italiano († 1613)
- Ambrosius Francken I, pittore e disegnatore fiammingo († 1618)
- Furuta Oribe,  giapponese († 1615)
- Robert Garnier, poeta e drammaturgo francese († 1590)
- Dirck Gerritszoon Pomp, navigatore olandese († 1608)
- Raffaello Gualterotti, poeta, filosofo e astrologo italiano († 1638)
- Giovanni Guerra, pittore e disegnatore italiano († 1618)
- Dirk Hendricksz, pittore olandese († 1618)
- Dorisio Isorelli, compositore italiano († 1632)
- Muzio Mattei, nobile e politico italiano († 1619)
- Francisco de Medina, letterato spagnolo († 1615)
- Nagano Narimori, militare giapponese († 1566)
- Juan Orozco Covarrubias y Leiva, vescovo cattolico spagnolo († 1610)
- Filippo Paladini, pittore italiano († 1614)
- Hasan Pascià, ammiraglio ottomano († 1591)
- Girolamo Pollini, storico e presbitero italiano († 1611)
- Giambattista Brusasorzi, pittore italiano
- José de Sigüenza, storico, poeta e teologo spagnolo († 1606)
- Tsuchiya Masatsugu, militare giapponese († 1575)
- Antoine du Verdier, scrittore francese († 1600)
- George Whetstone, drammaturgo inglese († 1587)
- Yamada Arinobu, militare giapponese († 1609)
- Yamanoue Sōji, monaco buddista giapponese († 1590)
- Guillaume de Salluste Du Bartas, poeta francese († 1590)
- Hartmann II del Liechtenstein, nobile boemo († 1585)
- Gevherhan Sultan, principessa ottomana († 1624)

## Morti

### Gennaio
- 8 gennaio - Cecchino Bracci,  italiano (n. 1527)
- 23 gennaio - William FitzAlan, XVIII conte di Arundel, nobile inglese (n. 1476)

### Febbraio
- 28 febbraio - Francesco Maria Molza, umanista e poeta italiano (n. 1489)

### Marzo
- 16 marzo - Ludovico V del Palatinato, nobile (n. 1478)
- 22 marzo - Giovanni Magno, arcivescovo cattolico, teologo e storico svedese (n. 1488)

### Aprile
- 30 aprile - Thomas Audley, I barone Audley di Walden, politico britannico

### Maggio
- 4 maggio - Pierre de la Baume, cardinale e arcivescovo cattolico francese (n. 1477)
- 15 maggio - Giulio Camillo Delminio, umanista e filosofo italiano (n. 1480)

### Giugno
- 14 giugno - Antonio di Lorena, nobile francese (n. 1489)
- 19 giugno - Pierre Chambiges, architetto francese

### Luglio
- 15 luglio - Renato di Chalon, nobile tedesco (n. 1519)
- 15 luglio - Giovanni Antonio Sogliani, pittore italiano (n. 1492)
- 28 luglio - Roberto del Palatinato-Veldenz, nobile tedesco (n. 1506)
- 30 luglio - Francesco Carafa, arcivescovo cattolico italiano
- 30 luglio - Giuliano Soderini, vescovo cattolico e diplomatico italiano (n. 1491)

### Settembre
- 12 settembre - Clément Marot, poeta francese (n. 1496)
- 25 settembre - Valerio Cordo, medico, chimico e botanico tedesco (n. 1515)

### Ottobre
- 7 ottobre - Arnaldo Albertin, vescovo cattolico spagnolo (n. 1504)
- 12 ottobre - Antonio Pucci, cardinale italiano (n. 1484)
- 23 ottobre - Alfonso Oliva, arcivescovo cattolico italiano
- 23 ottobre - Agostino da Mozzanica, pittore italiano
- 25 ottobre - Eligius Pruystinck, teologo fiammingo
- 26 ottobre - Diego de Agüero, esploratore spagnolo (n. 1511)
- 26 ottobre - Nuño Beltrán de Guzmán, esploratore spagnolo (n. 1490)

### Novembre
- 13 novembre - Maria van Beckum, nobile olandese
- 15 novembre - Lucia Broccadelli da Narni, mistica italiana (n. 1476)

### Dicembre
- 9 dicembre - Teofilo Folengo, poeta italiano (n. 1491)
- 14 dicembre - Biagio da Cesena, presbitero e notaio italiano (n. 1463)

### Senza giorno specificato
- Alberto Accarisio, filologo italiano (n. 1497)
- Mary Brandon, nobildonna inglese (n. 1510)
- Cherubino Caietano, vescovo cattolico italiano
- Vincenzo Civerchio, pittore italiano
- Pedro Damiano, scacchista portoghese (n. 1480)
- Bernardino Gaggini, scultore italiano
- Giannicola di Paolo, pittore italiano
- Girolamo da Treviso, pittore italiano (n. 1498)
- Marco Grimani, patriarca cattolico italiano (n. 1494)
- Lucas Horenbout, pittore e miniatore fiammingo
- Paolo Lazise, umanista e teologo italiano (n. 1508)
- Carlo V Malatesta, condottiero italiano
- Manco II, imperatore inca (n. 1512)
- Babone Naldi, condottiero italiano (n. 1474)
- Nīlakaṇṭha Somayāji, matematico e astronomo indiano (n. 1444)
- Diego de Rojas, condottiero e esploratore spagnolo
- Margaret Roper, scrittrice e traduttrice inglese (n. 1505)
- Giacomo Santoro, pittore italiano (n. 1490)
- Giovanni Maria Scolarici, presbitero italiano
- Iriki-in Shigetomo, militare giapponese
- Giovanni Soro, crittologo italiano
- Anne Stafford, nobile inglese (n. 1483)
- Robert Stuart d'Aubigny, militare francese (n. 1470)
- Suwa Yorishige, militare giapponese (n. 1516)
- Camilla Valenti Gonzaga, letterata italiana (n. 1520)
- Simone I Ventimiglia, nobile, politico e militare italiano (n. 1485)
- Diego García de Moguer, esploratore e marinaio spagnolo (n. 1484)

## Calendario
| Calendario 1544 | Calendario 1544 | Calendario 1544 | Calendario 1544 | Calendario 1544 | Calendario 1544 | Calendario 1544 | Calendario 1544 | Calendario 1544 | Calendario 1544 | Calendario 1544 | Calendario 1544 | Calendario 1544 | Calendario 1544 | Calendario 1544 | Calendario 1544 | Calendario 1544 | Calendario 1544 | Calendario 1544 | Calendario 1544 | Calendario 1544 | Calendario 1544 | Calendario 1544 | Calendario 1544 | Calendario 1544 | Calendario 1544 | Calendario 1544 | Calendario 1544 | Calendario 1544 | Calendario 1544 | Calendario 1544 | Calendario 1544 | Calendario 1544 |
| --------------- | --------------- | --------------- | --------------- | --------------- | --------------- | --------------- | --------------- | --------------- | --------------- | --------------- | --------------- | --------------- | --------------- | --------------- | --------------- | --------------- | --------------- | --------------- | --------------- | --------------- | --------------- | --------------- | --------------- | --------------- | --------------- | --------------- | --------------- | --------------- | --------------- | --------------- | --------------- | --------------- |
|                 | 1               | 2               | 3               | 4               | 5               | 6               | 7               | 8               | 9               | 10              | 11              | 12              | 13              | 14              | 15              | 16              | 17              | 18              | 19              | 20              | 21              | 22              | 23              | 24              | 25              | 26              | 27              | 28              | 29              | 30              | 31              |                 |
| Gennaio         | Ma              | Me              | Gi              | Ve              | Sa              | Do              | Lu              | Ma              | Me              | Gi              | Ve              | Sa              | Do              | Lu              | Ma              | Me              | Gi              | Ve              | Sa              | Do              | Lu              | Ma              | Me              | Gi              | Ve              | Sa              | Do              | Lu              | Ma              | Me              | Gi              |                 |
| Febbraio        | Ve              | Sa              | Do              | Lu              | Ma              | Me              | Gi              | Ve              | Sa              | Do              | Lu              | Ma              | Me              | Gi              | Ve              | Sa              | Do              | Lu              | Ma              | Me              | Gi              | Ve              | Sa              | Do              | Lu              | Ma              | Me              | Gi              | Ve              |                 |                 |                 |
| Marzo           | Sa              | Do              | Lu              | Ma              | Me              | Gi              | Ve              | Sa              | Do              | Lu              | Ma              | Me              | Gi              | Ve              | Sa              | Do              | Lu              | Ma              | Me              | Gi              | Ve              | Sa              | Do              | Lu              | Ma              | Me              | Gi              | Ve              | Sa              | Do              | Lu              |                 |
| Aprile          | Ma              | Me              | Gi              | Ve              | Sa              | Do              | Lu              | Ma              | Me              | Gi              | Ve              | Sa              | Do              | Lu              | Ma              | Me              | Gi              | Ve              | Sa              | Do              | Lu              | Ma              | Me              | Gi              | Ve              | Sa              | Do              | Lu              | Ma              | Me              |                 |                 |
| Maggio          | Gi              | Ve              | Sa              | Do              | Lu              | Ma              | Me              | Gi              | Ve              | Sa              | Do              | Lu              | Ma              | Me              | Gi              | Ve              | Sa              | Do              | Lu              | Ma              | Me              | Gi              | Ve              | Sa              | Do              | Lu              | Ma              | Me              | Gi              | Ve              | Sa              |                 |
| Giugno          | Do              | Lu              | Ma              | Me              | Gi              | Ve              | Sa              | Do              | Lu              | Ma              | Me              | Gi              | Ve              | Sa              | Do              | Lu              | Ma              | Me              | Gi              | Ve              | Sa              | Do              | Lu              | Ma              | Me              | Gi              | Ve              | Sa              | Do              | Lu              |                 |                 |
| Luglio          | Ma              | Me              | Gi              | Ve              | Sa              | Do              | Lu              | Ma              | Me              | Gi              | Ve              | Sa              | Do              | Lu              | Ma              | Me              | Gi              | Ve              | Sa              | Do              | Lu              | Ma              | Me              | Gi              | Ve              | Sa              | Do              | Lu              | Ma              | Me              | Gi              |                 |
| Agosto          | Ve              | Sa              | Do              | Lu              | Ma              | Me              | Gi              | Ve              | Sa              | Do              | Lu              | Ma              | Me              | Gi              | Ve              | Sa              | Do              | Lu              | Ma              | Me              | Gi              | Ve              | Sa              | Do              | Lu              | Ma              | Me              | Gi              | Ve              | Sa              | Do              |                 |
| Settembre       | Lu              | Ma              | Me              | Gi              | Ve              | Sa              | Do              | Lu              | Ma              | Me              | Gi              | Ve              | Sa              | Do              | Lu              | Ma              | Me              | Gi              | Ve              | Sa              | Do              | Lu              | Ma              | Me              | Gi              | Ve              | Sa              | Do              | Lu              | Ma              |                 |                 |
| Ottobre         | Me              | Gi              | Ve              | Sa              | Do              | Lu              | Ma              | Me              | Gi              | Ve              | Sa              | Do              | Lu              | Ma              | Me              | Gi              | Ve              | Sa              | Do              | Lu              | Ma              | Me              | Gi              | Ve              | Sa              | Do              | Lu              | Ma              | Me              | Gi              | Ve              |                 |
| Novembre        | Sa              | Do              | Lu              | Ma              | Me              | Gi              | Ve              | Sa              | Do              | Lu              | Ma              | Me              | Gi              | Ve              | Sa              | Do              | Lu              | Ma              | Me              | Gi              | Ve              | Sa              | Do              | Lu              | Ma              | Me              | Gi              | Ve              | Sa              | Do              |                 |                 |
| Dicembre        | Lu              | Ma              | Me              | Gi              | Ve              | Sa              | Do              | Lu              | Ma              | Me              | Gi              | Ve              | Sa              | Do              | Lu              | Ma              | Me              | Gi              | Ve              | Sa              | Do              | Lu              | Ma              | Me              | Gi              | Ve              | Sa              | Do              | Lu              | Ma              | Me              |                 |